# Bandera de Vilajuïga
La bandera oficial de Vilajuïga té la següent descripció:
Bandera apaïsada, de proporcions dos d'alt per tres d'ample, dividida en dues franges horitzontals iguals, blanca la superior i blava la inferior; al cantó del pal dues franges creuades del comtat d'Empúries, formades per sis franges horitzontals, tres grogues i tres vermelles alternades i amb les astes grogues, el conjunt d'alçada de 5/18 i separades dels extrems per 1/9.
Va ser aprovada el 9 de juny de 1995 i publicada en el DOGC el 28 de juny del mateix any amb el número 2068.